# Hercynita
La hercynita o hercinita es un mineral del grupo de la espinela. Es un óxido de hierro y aluminio de fórmula Fe2+Al2O4.
Este mineral también es conocido como crisomelano o espinela de hierro.

## Historia
Fue descubierta la hercynita por primera vez en una pegmatita cerca de la ciudad bohemia de Poběžovice (en alemán, Ronsperg) en las estribaciones del bosque del Alto Palatinado en la República Checa. Fue descrita en 1839 por Franz Xaver Zippe, que dio nombre al mineral por el propio nombre latino de Bohemia Silva Hercynia. En el sentido original, sin embargo, los romanos designaron Hercynia en general a las áreas forestales desde los Alpes al macizo del Harz y Hercynia silva, llamado hoy bosque Hercínico, a las montañas bajas situada al este del Rin y al norte del Danubio.

## Propiedades
De color verde oscuro o negro, la hercynita es un mineral opaco (translúcido en extremos finos) de brillo vítreo.
Se caracteriza por su elevada dureza, 7,5 en la escala de Mohs, comparable a la del granate. Tiene una densidad de 4,40 g/cm³.
Cuando se la calienta con un soplete adquiere una tonalidad roja.
La hercynita cristaliza en el sistema cúbico, clase hexaoctaédrica (4/m 3 2/m).
El contenido en hierro y aluminio de este mineral supera el 30%, siendo el magnesio la impureza más habitual.
Forma una serie mineralógica con tres especies distintas: cromita (FeCr2O4), espinela (MgAl2O4) y gahnita (ZnAl2O4).
Por otra parte, la variedad rica en cromo de la hercynita recibe la denominación de cromohercynita (Fe(Al,Cr)2O4) mientras que la picotita es una variedad que además contiene magnesio ((Fe,Mg)(Al,Cr)2O4).

## Morfología y formación

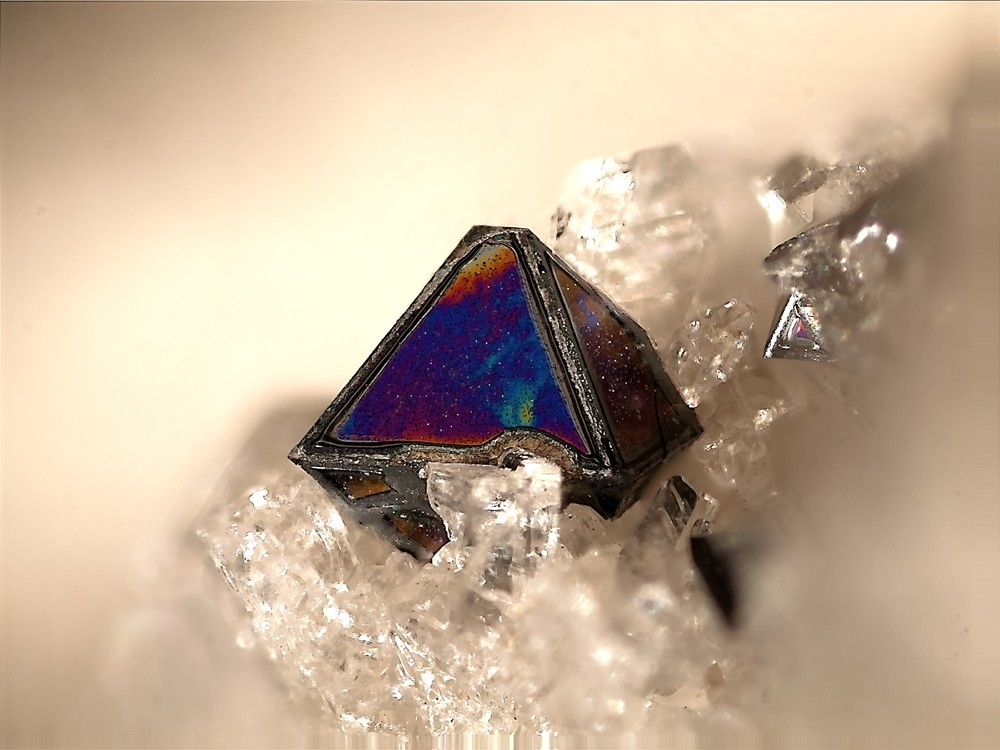
Cristal de hercynita procedente de Mendig (Renania-Palatinado, Alemania)

La hercynita forma cristales octaédricos pero su hábito más frecuente es masivo o granular.
Se presenta en sedimentos arcillosos ricos en hierro con un alto grado de metamorfismo, así como en rocas ígneas máficas y ultramáficas. Debido a su dureza también se la puede encontrar en placeres —depósitos minerales superficiales de residuos alterados—. Suele aparecer asociada a magnetita, corindón, ilmenita, sillimanita y andalucita.

## Yacimientos
Los yacimientos son escasos; la localidad tipo se encuentra en Poběžovice (región de Pilsen, República Checa).
En este país existen también depósitos en los montes Jizera (región de Liberec), en Benešov (región de Bohemia Central), así como en al sur de Bohemia, cerca de Tabor.
En Francia y Alemania hay diversos yacimientos, como los de Lavoûte-Chilhac (Auvernia), Maroldsweisach (Franconia), y Müllenbach y Üdersdorf (ambos en Renania-Palatinado).
En España hay depósitos en Níjar y Estepona (Andalucía), en el pitón volcánico de Cancarix (Hellín, Albacete), en el Cabezo Negro de Tallante —volcán extinto situado al norte de Cartagena— y en las minas de Nuestra Señora del Carmen (Jumilla, Murcia); este último enclave tiene reconocimiento mundial por sus magníficos cristales de fluorapatito.